# EC Águia Negra
Der Esporte Clube Águia Negra, in der Regel nur kurz Águia Negra oder Águia Negra de Rio Brilhante genannt, ist ein Fußballverein aus Rio Brilhante im brasilianischen Bundesstaat Mato Grosso do Sul.
Aktuell spielt der Verein in der vierten brasilianischen Liga, der Série D.

## Erfolge
- Staatsmeisterschaft von Mato Grosso do Sul: 2007, 2012, 2019, 2020
- Staatsmeisterschaft von Mato Grosso do Sul – 2nd Division: 2001

## Stadion
Der Verein trägt seine Heimspiele im Estádio Iliê Vidal, auch unter dem Namen Ninho D'Águia bekannt, in Rio Brilhante aus. Das Stadion hat ein Fassungsvermögen von 8000 Personen.

## Trainerchronik
Stand: Oktober 2024
| Trainer          | Nation    | von             | bis             |
| ---------------- | --------- | --------------- | --------------- |
| Claudio Silveira | Brasilien | 1. Juli 2011    | 30. Juni 2013   |
| Chiquinho Lima   | Brasilien | 16. März 2015   | 3. April 2015   |
| Rodrigo Cascca   | Brasilien | 5. Oktober 2020 | 18. Januar 2021 |
| Rúbio Alencar    | Brasilien | Juni 2021       |                 |